# Kinas demokratiska förbund
Kinas demokratiska förbund är ett av de åtta legala politiska partierna i Folkrepubliken Kina och en frontorganisation till Kinas kommunistiska parti. Förbundet bildades 1939 och fick sitt nuvarande namn 1944.
Förbundet bildades av tre prodemokratiska grupper under det andra kinesisk-japanska kriget i ett försök att staka ut en "tredje väg" mellan de två rivaliserande partierna Kuomintang och Kinas kommunistiska parti.  Bland partiets mest namnkunniga medlemmar fanns bland annat Liang Shuming, Fei Xiaotong, Li Huang, Carsun Chang, Huang Yanpei, Wu Han, Chu Anping och Wen Yiduo. Förbundet förbjöds dock av Kuomintang 1947 och under det kinesiska inbördeskriget började förbundet luta sig allt mer mot kommunisterna och kontrollerades i praktiken av KKP sedan början på 1948.
Kinas demokratiska förbund var ett av de partier som deltog i Kinesiska folkets politiskt rådgivande konferens i september 1949, vilken beslutade att utropa Folkrepubliken Kina följande månad. Under följande år utvecklades förbundet mer och mer till ett stödparti till kommunisterna. Förbundet drabbades hårt av "kampanjen mot högeravvikelser" sommaren 1957 och under Kulturrevolutionen upphörde partiets verksamhet i praktiken helt. Förbundet återupplivades i samband med Deng Xiaopings reformpolitik efter 1979 och organiserar idag främst intellektuella.

## Ordföranden
- Huang Yanpei (黄炎培): 1941—1941
- Zhang Lan (张澜): 1941—1955
- Shen Junru (沈钧儒): 1955—1963
- Yang Mingxuan (杨明轩): 1963—1967
- Shi Liang (史良): 1979—1985
- Hu Yuzhi (胡愈之): acting, 1985—1986
- Chu Tunan (楚图南): 1986—1987
- Fei Xiaotong (费孝通): 1987—1996
- Ding Shisun (丁石孙): 1996—2005
- Jiang Shusheng (蒋树声) 2005—